# Denis Buntić
Denis Buntić (Ljubuški, 13 de novembro de 1982) é um handebolista profissional croata, medalhista olímpico.